# Convento de las Siervas de María
El convento de las Siervas de María de Tudela (Navarra) es un convento e iglesia de estilo neogótico del siglo XX, situada en la calle de Gayarre del Casco Antiguo de Tudela.

## Descripción general
Contiene un magnífico retablo barroco procedente de la capilla de San Bernardo de la parroquia de San Nicolás. La casa e iglesia fueron restauradas completamente en 1984.

## Historia y cronología de construcción
Las Siervas de María llegaron a Tudela en 1885 para realizar una función benéfica de cuidado de enfermos. En 1900 se les construyó una residencia-hospital y en 1925 la capilla o convento.